# Doñinos de Salamanca
Doñinos de Salamanca è un comune spagnolo di 742 abitanti situato nella comunità autonoma di Castiglia e León.